# Joan Miró
Joan Miró i Ferrà (Barcelona, 20. travnja 1893. – Palma de Mallorca, 25. prosinca 1983.), španjolsko-katalonski slikar, kipar i keramički umjetnik apstraktno-nadrealističkih djela lirskog karaktera.

## Životopis
Rođen je kao sin zlatara i urara i kćeri uglednog stolara u Barceloni, a odrastao je u Barceloni i obiteljskoj vikendici u Mont-Roig del Campu kraj Tarragone. Sa sedam godina je krenuo u školu i dobiva prvu poduku iz risanja.  Godine 1907., na nagovor oca, upisao je poslovnu školu, ali je u isto vrijeme počeo pohađati umjetničku akademiju La Escuela de la Lonja. U razdoblju od 1910. do 1911. radio je kao knjigovođa u jednoj kemijskoj tvrtki. Iste je godine prvi put izložio svoja djela na općinskoj izložbi u Barceloni. Nakon živčanog sloma napustio je knjigovodstvo i potpuno se posvetio umjetnosti 1912. godine, te se pridružio umjetničkom „Udruženju sv. Luke” (Cercle Artístic de Sant Lluc). Prvu samostalnu izložbu organizirao je 1918. u Dalmauovoj galeriji u Barceloni gdje su njegova djela ismijana. Godine 1920. Dalmau mu je pokušao organizirati izložbu u Parizu, gdje je Miró upoznao Picassa.
Godine 1929. oženio se s Pillar Juncosu Iglesias, a godinu dana kasnije dobio je i kćer koju je nazvao Dolores po svojoj mlađoj sestri. Tijekom života nekoliko je puta mijenjao mjesto stanovanja. Za njegova života, 1976. godine, osnovana je Fundacija Juan Miró u Barceloni.
Umro je na Božić 1983. u Mallorci, a sahranjen je u obiteljskoj grobnici groblja Montjuic u Barceloni. Za sobom je ostavio opus od oko 11.000 radova.

## Djela
Miróove rane slike, do prije 1920. godine, odlikuju se širokim spektrom utjecaja, počevši od fovizma i kubizma, pa sve do romaničkog katalonskog slikarstva. U Parizu je ostvario kontakt s umjetnicima bliskima nadrealizmu i njegov se stil počeo uoblikovati u lirskoj fantaziji iracionalnih formi koje predstavlja preko apstraktnih kompozicija. Tada počinje stvarati forme koje su rezultat igre umjetnikove mašte, humora i jedinstvene distorzije realnosti, koristeći uvrnute organske oblike povezane u cjelinu preko veoma neobičnih geometrijskih bidimenzionalnih konstrukcija i oblika.
Često je otvoreno izražavao prezir spram konvencionalnih metoda slikanja, smatrajući ih simbolima buržoaskog društva. Njegova djela, ispričana raskošnim bojama i bogatom simbolikom jezika podsvjesnog, otkrivaju da iza očaravajuće nevinosti njegova izričaja leži duboka briga za ljudski rod te snažan osjećaj osobnog i nacionalnog identiteta.
- Zidna slika na Izložbenoj dvorani u Madridu iz 1980. god.
- Žena i ptica, skulptura u parku Miró, Barcelona

## Vanjske poveznice
- Joan Miro iduće jeseni u Umjetničkom paviljonu  Arhivirana inačica izvorne stranice od 11. rujna 2013. (Wayback Machine), dalje.com 9. rujna 2013.
- Rekordnih 16,8 milijuna funti za Miroa, tportal.hr, 8. veljače 2012.
- Fundacija Joan Miro (engl.)